# Wilhelm Gottlieb von Tafinger

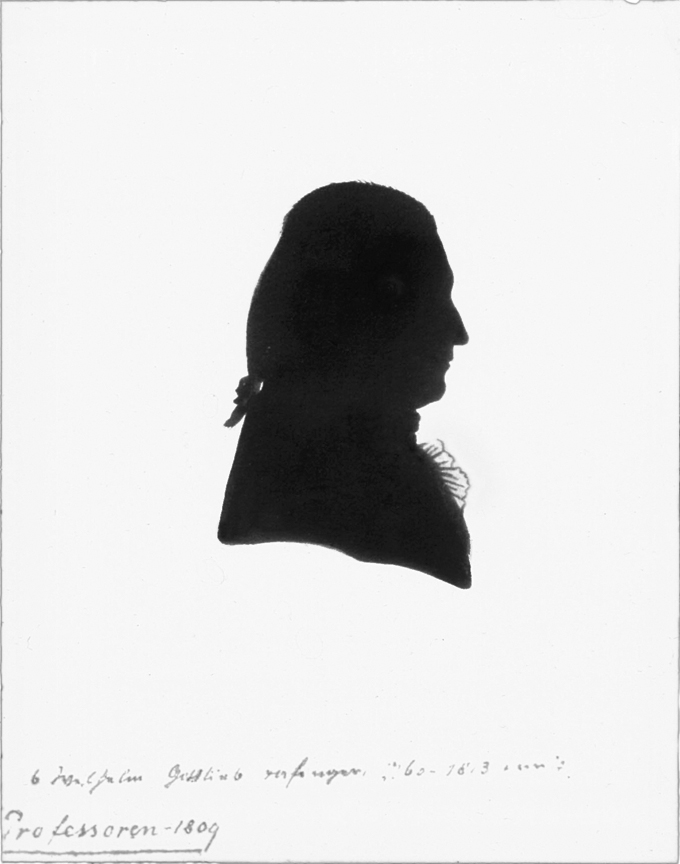
Wilhelm Gottlieb Tafinger

Friedrich Wilhelm Gottlieb Tafinger, ab 1812 von Tafinger, (* 29. Dezember 1760 in Tübingen; † 17. Juni 1813 ebenda) war ein deutscher Rechtswissenschaftler und Hochschullehrer.

## Leben
Tafinger war Sohn des Tübinger Rechtsprofessor Friedrich Wilhelm Tafinger und stammte aus der Familie Tafinger. Nachdem sein Vater früh verstorben war, erhielt er seine weitere Bildung unter der Anleitung des Rechtsgelehrten Karl Christoph Hofacker. Er studierte an den Universitäten Tübingen, Erlangen und Göttingen die Rechtswissenschaft, begab sich 1780 auf eine umfangreichere Bildungsreise durch die deutschen Gebiete und kehrte schließlich an die Tübinger Universität zurück, an der er zum Doktor beider Rechte promoviert und schließlich 1782 zum Privatdozent ernannt wurde. Bereits 1781 war er ein Jahr am Reichskammergericht in Wetzlar tätig.
Tafinger wurde 1786 zum außerordentlichen Professor der Rechte ernannt. 1788 erhielt er eine ordentliche Professur an der Erlanger Universität, bevor er 1790 den Lehrstuhl für Naturrecht und Kanonisches Recht in Tübingen erhielt, wobei er auch die Lehre des Polizeirechts abdeckte. Später wurden ihm auch noch die Rechtsgebiete Deutsches Privatrecht sowie Diplomatik übertragen. Er wurde 1812 mit dem Ritterkreuz des württembergischen Zivilverdienstordens ausgezeichnet und 1813 zum Oberappellationstribunalsrat ernannt. In seiner Tübinger Zeit hatte er dreimal das Rektorat der Universität inne, so war er in den Jahren 1794, 1800 und 1807 Rektor. Er verstarb nach langer Krankheit.
Tafinger war Mitglied der Deutsche Gesellschaft zu Göttingen und vermutlich Mitglied des Illuminatenordens. Er versuchte die Rechtswissenschaft an der Philosophie Immanuel Kants auszurichten.

## Werke (Auswahl)
- Ueber den Zweck, des Teutschen Polizey- und Cameralrechts, Cotta, Tübingen 1787.
- Ueber die Bestimmung des Begrifs der Analogie des Teutschen Privatrechts und der Grundsäze, dasselbe zu bearbeiten, Wohler, Ulm 1787.
- Encyclopädie und Geschichte der Rechte in Deutschland, Palm, Erlangen 1789 (2. Aufl. Tübingen 1800).
- Lehrsäze des Naturrechts, Cotta, Tübingen 1794.
- Die Rechtswissenschaft nach den Verhältnissen und Bedürfnissen der neuesten Zeit mit besonderer Rücksicht auf den academischen Unterricht der teutschen Universitäten. Tübingen 1808.